# Badazoui
Badazoui est l'un des sept arrondissements de la commune de Bopa dans le département du Mono au Bénin.

## Géographie
Badazoui est situé au sud-ouest du Bénin et compte 9 villages que sont Aplenou, Atoe, Badazouin, Gnidonou, Honbete, Honhoui, Kpave, Medessedji et Zoungbo.

## Démographie
Selon le recensement de la population de 2013 conduit par l'Institut national de la statistique et de l'analyse économique (INSAE), Badazoui compte 16 163 habitants  .